# Bully & Rick
Bully & Rick war eine deutsche Comedyserie von und mit Michael „Bully“ Herbig und Richard Horatio „Rick“ Kavanian. Sie wurde am 13. September 2004 mit über 4 Millionen Zuschauern erstmals auf ProSieben ausgestrahlt. Zwischen 2004 und 2006 wurden zwei Staffeln gesendet, beide sind mittlerweile auf DVD erschienen. Herbig sagte in einem Interview, dass es wohl keine weitere Staffel geben wird.

## Konzept
Jede Folge besteht aus einer Rahmenhandlung, in der sich zwei Personen begegnen. Ursprünglich waren dies fast immer völlig unterschiedliche Charaktere, die sich noch nie vorher getroffen hatten; in der 2. Staffel sind die Hauptfiguren aber auch des Öfteren Ehepaare, Chef & Angestellter, Arbeitskollegen usw. In die Rahmenhandlung werden Sketche eingebaut, beispielsweise, wenn ein Charakter irgendeinen Verwandten oder ein Ereignis erwähnt. Die Serie als Sketchshow zu bezeichnen ist daher eigentlich nicht richtig. Ein direkter Zusammenhang zwischen der Handlung und den Sketchen ist meistens nicht vorhanden. Die Sketche wurden auch vor der Rahmenhandlung geschrieben, damit mehr Freiheiten beim Schreiben vorhanden waren. Neben Bully und Rick fungierte Alfons Biedermann als Autor, der bereits bei der Bullyparade und allen Kinofilmen Bullys mitschrieb.
Ein weiteres Markenzeichen der Sendung ist, dass bis auf die Statistenrollen (und auch da gibt es Ausnahmen) alle Charaktere von Bully oder Rick gespielt werden, auch, wenn mehr als zwei handelnde Charaktere in der Szene sind. Das erfordert meist entweder den Split-Screen-Effekt oder den Gebrauch von Doubles, die die zusätzlichen Charaktere im Gegenschnitt von hinten darstellen, wenn deren eigentlicher Darsteller bereits in der Einstellung zu sehen ist. Bullys Double ist Schauspieler Oliver Engl, der in der Serie zusätzlich auch einige Statistenrollen übernahm. Dies alles stellt einen weiteren Unterschied zu vielen anderen Sendungen mit Sketchen dar, wo oft auch trotz eines eigentlich begrenzten Maincasts auf weitere Darsteller, wenn notwendig, nicht verzichtet wird (z. B. Die Dreisten Drei: 3 Hauptdarsteller und in Szenen mit mehr als drei Personen, obwohl man technisch problemlos darauf verzichten könnte, weitere Schauspieler).
Die Folgen der ersten Staffel wurden im Kino einem Publikum vorgeführt und aufgezeichnet. Als Eröffnung trugen Bully und Rick immer die Biographien der beiden Hauptcharaktere vor. Dieser Studioteil wurde kurzfristig eingeführt, da die einzelnen Filme nur 13–16 Minuten lang waren und ProSieben eine halbstündige Sendung (inkl. Werbung) haben wollte. Die Episoden der 2. Staffel sind etwas länger und haben keinen Studioteil mehr (es ist auch kein Publikumsgelächter zu hören).

## Episoden und Staffeln
| Staffel 1 (2004), 13 Episoden - 01: Im Flugzeug - 02: Kreativspot - 03: Hotel - 04: Einbahnstraße - 05: Vorstellungsgespräch - 06: Fashion Show - 07: Plattenladen - 08: Überfallunfall - 09: Am Strand - 10: Doppelbruch - 11: Verhandlung - 12: 24 Minuten - 13: Das Verhör |  | Staffel 2 (2006), 13 Episoden - 14: Eheberatung - 15: Passbildautomat - 16: Late Night - 17: Call Center - 18: Elternsprechstunde - 19: Am Pool - 20: Beim Doktor - 21: Gefängnis - 22: Hand Ihrer Tochter - 23: Kommissar Sigi - 24: Schuhgeschäft - 25: Waschsalon - 26: Hotelaufzug |

## Charaktere
Im Laufe der Serie haben Herbig und Kavanian insgesamt etwa 450 verschiedene Charaktere gespielt bzw. gesprochen, wovon ca. 125 in mehr als einer Folge vorkamen. Einige der am häufigsten auftretenden werden hier näher beschrieben.

### Brad und Pitt
Brad und Pitt (Bully und Rick) sind zwei Discogänger. Ihr erstes Auftreten bei „Bully & Rick“ hatten sie in der zweiten Folge der ersten Staffel (Kreativspot), in der Brad und Pitt in einem Setting auftreten, das der Szene von Brad Pitts bzw. Tyler Durdens Regelerläuterung im Film „Fight Club“ ähnelt. In weiteren Folgen haben sie bis auf das Aussehen und die Namen nichts mehr mit Brad Pitts eigentlichem Erscheinen zu tun. Vermutlich stellen sie dauerhaft eine Andeutung auf die Dissoziative Identitätsstörung aus „Fight Club“ dar. Jedes Mal, wenn sich Brad und Pitt begegnen, haben sie sich entweder schon eine lange Zeit nicht mehr gesehen, tauschen Worte ohne erfassbaren Sinngehalt oder reden über Brads Probleme, die ebenfalls grotesk scheinen. Das besondere Merkmal ihrer Dialoge besteht darin, dass die beiden immer den Namen des jeweils anderen in ihren Sätzen wieder aufgreifen, sodass dabei häufig der Name des bereits erwähnten Schauspielers zu hören ist. Die Figuren treten stets zusammen auf; lediglich in einer kurzen Szene in der Folge Das Verhör ist Brad ohne Pitt beim Billardspielen zu sehen.
Brad und Pitt sind zwei der wenigen Figuren, die bereits in der Bullyparade erschienen sind, wo die Namen allerdings vertauscht waren.

### Burkhard Figg-Windel
Burkhard Figg-Windel (Rick) war eine der beiden Hauptfiguren in der allerersten Episode und ist seitdem mehrmals wieder aufgetaucht. Bei seinem ersten Auftritt sitzt er im Flugzeug neben dem extrem reinlichen und peniblen Journalisten Fred Pitt (Bully) und nervt diesen durch seine penetrante übertrieben fröhliche Art. Sich selbst beschreibt er sehr treffend mit dem Satz „Ich muss einfach immer über alles lachen – ich bin ’ne Frohnatur!“. So amüsiert er sich köstlich über das für Pitt ebenfalls sehr fragwürdige Verhalten der Angestellten der Fluggesellschaft, lacht lautstark über den Bordfilm oder bittet die Stewardess (Bully) ihm ein Buch mit den von ihm favorisierten Fischwitzen zu besorgen. Generell scheint er sehr extrovertiert zu sein, er nascht ohne zu fragen vom mitgebrachten Essen seines Nebensitzers und erzählt ihm Geschichten aus seinem Leben, an denen Pitt nicht sonderlich interessiert zu sein scheint. Dabei stellt sich sein Leben überraschenderweise als so gar nicht erfreulich heraus, so wurde er beispielsweise bei der Bundeswehr abgelehnt, vermutlich wegen seines Übergewichts, was er mit „Wozu brauch ich ’n Sixpack, wenn ich mir auch ’n ganzes Fass leisten kann?“ quittiert. Beruflich verkauft er momentan Farben an nur zwei Kunden, einen „durchgeknallten Surrealisten“ (Bully) und den Hamburger Autolackierer Rudi (Bully). All diese Missstände spielt er allerdings einfach herunter, so dass der Eindruck entsteht, er kompensiere seinen Frust und seine Depressionen durch übertriebene (Schein-)Fröhlichkeit.
In der zweiten Staffel wird dieser Eindruck noch dadurch verstärkt, dass das einzige, was man im weitesten Sinne als Geschlechtsverkehr bezeichnen könnte, für ihn der Sturz von einem Sprungturm im Freibad direkt auf Frau M. Pfang (Rick) gewesen sei, wodurch er sie versehentlich schwängerte. Das eindeutigste Anzeichen für eine im Innern zutiefst tragische Persönlichkeit findet sich jedoch in der Folge Beim Doktor. In dieser lädt er sich einen Komiker (Bully) nach Hause ein. Wie sich herausstellt, tat er dies jedoch nur, um Ablenkung vom Tod seiner Frau (Rick), deren Leiche noch immer in der Wohnung liegt, zu bekommen. In dieser Szene weist er auch alkoholabhängiges Verhalten auf. In bullytypischer Manier endet der Sketch allerdings damit, dass Frau Figg-Windel ohne nähere Erklärung wieder erwacht und Burkhard in sein altbekanntes Verhaltensmuster zurückfällt. In seiner Freizeit kegelt Burkhard und imitiert mit seiner Blockflöte Handyklingeltöne, um Passanten mit Mobiltelefonen zu verwirren.
In der Bullyparade gab es bereits eine von Bully dargestellte Figur gleichen Vornamens, deren Leben ebenfalls stets höchst tragisch verlief.

### Erwin Falthauser
Erwin Falthauser (Bully) ist ein bairisch sprechender, leicht übergewichtiger 48-jähriger Herr, der ziemlich schüchtern und naiv ist und immer versucht, so freundlich wie möglich zu sein, auch, wenn er gerade versucht, ein altes Ehepaar auf der Straße zu überfallen. Er ist Parteimitglied der CSU und oft zusammen mit dem Ministerpräsidenten Karl Ranzinger (Rick) zu sehen, der ihn für seine Verdienste für die Partei (z. B. das Bedienen des Aufnahmegerätes mit dem Applaus, der während Ranzingers Reden benötigt wird oder das Werben für neue Parteimitglieder) mit den Worten „Bravo, Falthauser! So werden wir wieder die Nummer Eins in der Welt!“ lobt. Falthauser war schon in verschiedenen Berufen zu sehen, beispielsweise als Schuhverkäufer, UN-Waffeninspekteur oder – am wohl bekanntesten – Richter. Im Film Lissi und der wilde Kaiser trat Falthauser in animierter Form (mit der Stimme von Bully) als Diener des Königs von Bayern auf.

### Giagl
Giagl (Rick) ist ein harleyfahrender, gitarrespielender Rocker mit langem schwarzen Haar und Sonnenbrille, der zwar generell ziemlich hart und aggressiv in Erscheinung tritt, aber im Grunde ein sehr sensibler Mensch ist. In den neueren Episoden ist er oft zusammen mit Kommissar Sigi (Bully) in der Sendung „Sigi-Knigge – Die Sendung mit Stil“ zu sehen, in der Sigi immer eine problematische Situation beschreibt und Giagl erklären muss, wie man sich in selbiger zu verhalten hat. Jedes Mal gibt er eine vollkommen absurde Antwort, die von Sigi allerdings immer als korrekt bezeichnet wird (Beispiel: „Sie sitzen mit einer attraktiven Dame beim Candlelightdinner. Nach dem Hauptgang bemerken Sie, dass sie gar kein Geld dabei haben. Was tun Sie?“ – „Ich simuliere eine Herzattacke.“ – „Und dann?“ – „Und dann lass ich mir im Krankenhaus ein Dessert bringen.“ – „Richtig.“). Sein Leitmotiv ist das Lied Back in Black der Band AC/DC, das bei fast allen seiner Auftritte angespielt wird. In mehreren Folgen tritt er als Taxifahrer auf.
Mit insgesamt achtzehn Auftritten ist Giagl die am häufigsten auftretende Figur. In der zweiten Staffel ist er sogar in zwölf von dreizehn Folgen zu sehen. Genau wie Falthauser ist auch er (von Kavanian synchronisiert) im Lissi-Film zu sehen, wo er als König Bussi von Bayern sozusagen eine Parodie auf König Ludwig darstellt.
Mit der gleichen Stimmlage und der ebenso schroffen Art, trat Giagl bereits in der Bullyparade in der Rubrik „Rucksack TV“ auf – hier allerdings mit völlig anderem Erscheinungsbild.

### Hakan
Hakan (Bully) ist in der Serie das klassische Abbild eines modernen Hip-Hoppers. Er trägt eine dichte Sportjacke, eine Sonnenbrille trotz trüben Wetters, Sportschuhe und eine blaue Basecap verkehrtherum mit der hohlen Seite nach oben. Die Figur hat stets einen Lutscher im Mund und spricht im Straßenjargon. In Folge 12 der zweiten Staffel meldet er sich am Handy zu Beginn eines Anrufs an Eminem mit seinem Kosenamen „60 Cents“. Dieser parodiert den Künstlernamen des Hip-Hoppers 50 Cent.

### Hans
Hans (Bully) stellt den typischen Stubenhocker und Muttersohn dar. Die Figur trägt ungepflegte blaue Jeans, die bis zum Bauch hochgezogen sind und in denen ein lila Hemd steckt, eine dicke Hornbrille, ungepflegtes lockiges Haar und überdimensionierte Zähne. Trotz dieses Erscheinungsbild hält er sich für einen absoluten Frauenschwarm und beweist in Folge 3 der ersten Staffel (Hotel) während eines Castings Temperament und tänzerisches Können. In der zweiten Staffel ist er fast regelmäßig in kleinen Clips zu sehen, in denen er meist Vanilleeis schleckend an einem Strand in Gedanken über seine derzeitigen Gefühle und Gedanken redet.

### Horatio
Horatio (Rick) ist ein Mann im mittleren Alter, der eigenen Angaben zufolge aus der Ukraine kommt, allerdings nicht mit typischem Akzent spricht, so unterscheidet sich seine Stimme deutlich von Kavanians Imitationen von Wladimir und Vitali Klitschko, die er in seinem Standup-Programm Kosmopilot zum Besten gibt. Horatios Auftreten ist generell harsch und unliebsam, so ist sein mit Abstand häufigster gesprochener Satz die scharfzüngige Aufforderung „Halt die Fresse!“ – ebenso bezeichnet er seinen einzigen Freund Hans (Bully) stets als Ratte oder Natter. Während des DVD-Audiokommentars mutmaßte Michael Bully Herbig starke Parallelen zwischen der Persönlichkeit Horatios und der seines Darsteller Rick Kavanian, welchen dieser aber nicht zustimmte. Bei ihrem ersten Auftritt ist die Figur unter dem Namen Dr. Schwacke als Verteidiger von Günter Schwall (Bully) während dessen Scheidungsverfahren zu sehen. Daraus, dass er gezwungen war, seinem Mandanten immer wieder das Wort abzuschneiden, wenn dessen Äußerungen ein schlechtes Licht auf seine Seite der Verhandlung warfen, resultierte in der Episode der Running Gag, dass Schwackes „Komm, halt die Fresse, jetzt!“ stets mit einem „Einspruch!“ seitens Rechtsanwalt Waldenfels (Bully), dem Verteidiger von Hubert Schwall (Rick), quittiert wurde, worauf Richter Falthauser (Bully) jedoch fast immer mit einem lauten „Abgelehnt!“ reagierte. Während der Verhandlung unterstellt Waldenfels Schwacke, dass dieser mit dem Gerichtsdiener Hans unter einer Decke stecke, da beide schon gemeinsam gesichtet worden seien. Im darauffolgenden Sketch spricht Hans Horatio mit dem Vornamen Tibor an. Dieser scheinbare Widerspruch wird jedoch in Staffel 2 dadurch aufgelöst, dass er sich zu Beginn eines Auftrittes in einem Comedyclub als Tibor Horatio vorstellt. Horatio ist ebenfalls der zweite Vorname von Rick Kavanian.
In der zweiten Staffel rückt zudem seine Freundschaft mit Hans in den Vordergrund, mit dem er in vielen Sketchen zusammen zu sehen ist und ihm trotz des freundschaftlichen Tons stets gebieterisch und überlegen gegenübersteht. Außerdem scheint er trotz seines Berufs als Rechtsanwalt selbst schon einige Schwerverbrechen ausgeübt zu haben, so sieht man ihn beispielsweise in einer Episode beim Vergraben einer Leiche.

### Hubert „Hubsi“ Schwall
Hubert „Hubsi“ Schwall (Rick) ist der Ehemann von Günter Schwall (Bully). Oft wird dieses Verhältnis aber beabsichtigt unterschlagen, wenn beispielsweise erwähnt wird, dass Hubsi mehrere Söhne hat oder er und Günter nicht zusammen wohnen. In der Folge Verhandlung aus der 1. Staffel waren die beiden die Hauptcharaktere und wollten sich im Rahmen eines Gerichtsverfahrens scheiden lassen. Der Grund dafür war, dass „der Schniedel nicht mehr singt“. Bei Schniedel handelte es sich allerdings um Hubsis singenden Hamster, den Günter gewürgt haben sollte, weil Hubsi angeblich dessen Schildkröten verjagt habe. Am Ende der Verhandlung wurde Schniedel persönlich in den Zeugenstand gerufen und sang (mit der Stimme von Bully) tatsächlich wieder, worauf sich Günter und Hubsi sofort wieder vertrugen. Schniedel wurde allerdings versehentlich von Richter Falthauser mit seinem Hammer erschlagen, als dieser um Ruhe im Gerichtssaal bat. In einer Episode behauptet Hubsi, als der Hotelbesitzer Bernd Grosse-Klöten (Bully) einen echten Spanier als Angestellten suchte, Spanier zu sein und in Wahrheit Juan Antonio Gonzalez Fernandez de la Playa zu heißen. Als er in einer späteren Episode in Spanien als Animateur zu sehen war, nannte er erneut seinen wirklichen Namen (auch, wenn er sich ein bisschen von der ersten Erwähnung unterschied). Weitere Jobs, die Hubsi bereits innehatte sind z. B. UPS-Zusteller, Schildkrötenzüchter, Assistent eines Eheberaters und in mehreren Episoden Hotdog-Verkäufer.
Günter Schwalls Auftritte beschränken sich übrigens bis auf die oben erwähnte Folge Verhandlung auf die zweite Staffel; in der ersten Staffel war allerdings ein sich zwar optisch leicht von G. Schwall unterscheidender, aber vom Verhalten her sehr ähnlicher Charakter namens Robby, der ebenfalls von Bully gespielt wird, zu sehen, der auch meist zusammen mit Hubsi in Erscheinung trat. Beispielsweise wurden viele Elemente (hauptsächlich Dialoge) des Bäckereisketches aus der Episode Hotel (mit Robby als Verkäufer) in leicht veränderter Form in einer Metzgereiszene der Staffel-2-Episode Call Center (mit Günter als Verkäufer) verwendet.

### Johann Borsewich und Frau Manuela Pfang
Johann Borsewich und Frau Manuela Pfang (Bully und Rick) sind ein Liebespaar, das sich in keiner Folge, in der es auftritt, näher kommt, weil stets etwas Unerwartetes geschieht oder Manuela Äußerungen Johanns fehlinterpretiert und beleidigt davonstürmt. Frau Pfang ist in der Episode „Vorstellungsgespräch“ als schüchterne Empfangsdame zu sehen und zeigt sich in anderen Folgen auch in typischer Arbeitskleidung und Brille (lediglich ihren schwäbischen Dialekt hat sie in der zweiten Staffel abgelegt). Auf Grund ihres Berufs in jener Folge erhielt sie den Namen „M. Pfang“, welcher auf ihrem Namensschild zu lesen ist. Sie ist keine Frau der vielen Worte, meist antwortet sie nur mit einem Rick-typischen Frauengelächter oder in sehr kurz gefassten Sätzen. Erdkundelehrer Johann ist da eher der offene, dennoch romantische Typ. Er beichtet Frau Pfang bei jedem ihrer Auftritte offen seine Vorstellungen, Träume und Wünsche, die immer sehr wohlklingend formuliert werden, aus denen aber nie etwas wird.

### Julia
Julia (Rick) ist eine stark extrovertierte, sogar leicht hyperaktive junge Frau, deren Markenzeichen ihr markantes, lautes Lachen ist, das dem von Frau Pfang (s. o.) und auch einigen anderen von Rick dargestellten Frauen ähnelt. Während sie bereits in der Bullyparade auftauchte, dort allerdings stets allein, tritt sie in Bully & Rick häufig an der Seite ihrer besten Freundin Katja (Bully) auf, einer rothaarigen jungen Dame mit ähnlichem Verhalten wie Julia. Die beiden spielen eine tragende Rolle in den „Zwei Engel für Charly“-Sketchen, einer wiederkehrenden Kategorie in der zweiten Staffel, die eine offensichtliche Parodie auf die Drei Engel für Charlie-Filme darstellt. Der Running Gag dieser Sketche besteht darin, dass Charly (gesprochen von Bully) nicht etwa wie in den Filmen über einen Lautsprecher mit seinen Engeln spricht, sondern dass es sich bei ihm tatsächlich körperlich um den Lautsprecher handelt. So trägt er Julia und Katja beispielsweise auf, ihn in die Stadt zu bringen, da er einen neuen Job als Lautsprecher in einem Supermarkt angenommen hat, oder lässt sich als Martinshorn auf dem Auto der Truppe befestigen, um lauthals „Tatü-tata!“ zu trällern.

### Kommissar Sigi
Kommissar Sigi (Bully) ist ein vertrottelter, bayerischer Polizist, der häufig Mordfälle aufklärt bzw. aufzuklären versucht. In der 2. Staffel ist er allerdings fast immer als „Knigge-Sigi“ in der Sendung „Sigi-Knigge – Die Sendung mit Stil“ zu sehen, wo er Giagl (Rick) jedes Mal eine „interessante Verhaltens- und Benimmdichfrage“ stellt, die immer auf eine recht absurde aber laut Sigi korrekte Weise beantwortet wird. Der Charakter war unter dem Namen Sigi Schwarz auch schon in der Bullyparade zu sehen, wo er ähnlich wie als Knigge-Sigi Multiple-Choice-Fragen stellte, auf die die Antwort (fast) immer „Es ist was zum Naschen.“ lautete.

### Ministerpräsident Dr. Karl Ranzinger
Ministerpräsident Dr. Karl Ranzinger (Rick) ist der erzkonservative bayerische Ministerpräsident der CSU (die in der Serie allerdings immer nur die Opposition genannt wird) und in jeder Hinsicht eine offensichtliche Parodie auf Edmund Stoiber. Er ist oft zusammen mit Erwin Falthauser (Bully) zu sehen (s. o.) und versucht, wann immer es ihm möglich ist, die Welt ein bisschen zu verbessern – in erster Linie natürlich, weil er dadurch mehr Wähler gewinnt – z. B. rät er Kommissar Sigi (Bully) dazu, eine Windel anstelle einer einfachen Unterhose zu kaufen, da darin die Samenzellen besser aufgefangen würden und dadurch auch mehr zukünftige Bürger (= zukünftige Steuerzahler) entstehen können.

### Nobby und Nobby
Nobby und Nobby (Rick und Bully) sind zwei oft in kurzen Sketchen zu sehende sächselnde Schildkröten, die sich bereits seit achtzig Jahren an einem Strand auf einer Insel gegenüberliegen. Ihre Konversationen beginnen fast immer mit den Worten „Du, Nobby …“ – „Was’n?“, worauf philosophische Fragen, alltägliche Probleme oder simple Sticheleien folgen, meist gefolgt von ironisch-boshaftem Gelächter des von Rick dargestellten Nobby. Aufgrund ihrer misslichen Lage kommentieren die Schildkröten das jeweilige Thema meist sehr zynisch, genervt bzw. gelangweilt und nörgelnd (Beispiele: „Wenn du die Chance hättest, dein Leben nochmal zu leben, was würdst’n dann anders machen?“ – „Ich würd mich andersrum hinstellen, du Arschloch.“ (Folge Hotel); „Ich sehe was, was du nicht siehst.“ – „Was’n?“ – „’ne dumme Fresse.“ (Folge Fashion Show)). Ganz im Stile eines stereotypen älteren Ehepaars scheinen sich die zwei aber trotz oder gerade wegen ihrer prinzipiellen gegenseitigen Ablehnung über die Jahre liebgewonnen zu haben.
Mit insgesamt fünfzehn Auftritten gehören die Schildkröten zu den mit Abstand am häufigsten auftretenden Charakteren, obwohl ihre Auftritte kaum Flexibilität bieten. So treten sie auf Grund des einzigartigen Settings und Aufbaus der Sketche nie mit anderen Figuren in Kontakt und können auch nicht direkt in die Rahmenhandlung eingebaut werden.
Herbig erklärte in einem Interview, dass ihm die Idee zu den Sketchen kam, als er an einem kalten Morgen bemerkt habe, dass das Profil des frierenden Ricks Ähnlichkeit mit dem einer Schildkröte habe. Bully und Rick befanden sich laut DVD-Audiokommentar bei den Dreharbeiten tatsächlich physisch über einen längeren Zeitraum hinweg am Strand liegend in den Schildkrötenkostümen; es wurden nicht etwa ihre Köpfe per Greenscreen in das Bild eingefügt.

### Paul
Paul (Rick) ist ein gutgelaunter junger Mann aus Hamburg, dessen Privatleben (z. B. Beruf) nie direkt erwähnt wird, obwohl er sehr häufig auftaucht. Rick Kavanian sagte jedoch in einem auf der DVD zur ersten Staffel befindlichen Interview, die Figur stelle seiner Interpretation nach einen Zuhälter dar. Pauls Aussehen, die dunkle Sonnenbrille, die Frisur und der viele Goldschmuck unterstreichen diese Aussage. In der ersten Staffel ist er in mehreren Sketchen in der Autowerkstatt seines Kumpels Rudi (Bully) zu sehen, wo er seine Isetta abholen oder umlackieren lassen will. Bei Isetta handelt es sich allerdings um eine junge Frau, wohl seine Freundin oder eine seiner angestellten Prostituierten, die in den Szenen jedoch immer eben wie ein Auto behandelt wird. Beispielsweise lackiert Rudi Isettas Fingernägel mit einem für das Lackieren von Autos vorgesehenen Sprühgerät um oder es ergeben sich Wortspiele innerhalb der Konversation, z. B. „Ich hatte dich doch gebeten, die Beulen rauszumachen!“ – „Das lohnt sich vorm Urlaub nicht mehr, da bumst dir in Italien sowieso wieder einer rein.“
In der zweiten Staffel spielt Paul in der Episode Gefängnis eine der beiden Hauptrollen. Er wird inhaftiert, da er laut Prolog abgelaufene Pointen über die tschechische Grenze geschmuggelt haben soll. Sein Alter wird in dieser Folge mit 42 angegeben.

### Die sächsische Polizistin
Die sächsische Polizistin (Bully) ist eine recht maskulin wirkende Gesetzeshüterin mit kurzem Haar, Hohlkreuz und hängenden Brüsten und stellt somit klischeehaft eine emanzipierte Frau, die sich in eine berufliche Männerdomäne integriert hat, dar. Ihr Auftreten ist generell grimmig, ihr Ton barsch und befehlerisch. Ihr Sternzeichen ist Widder. In der zweiten Staffel stellt sich heraus, dass sie die unehelich geborene Tochter von Burkhard Figg-Windel (Rick) und Manuela Pfang (Rick) ist, deren Geburt wie oben erwähnt daraus resultierte, dass Burkhard im Freibad vom Sprungturm auf Frau Pfang fiel. Seitdem rate der Bundessprungturmminister, den 10-Meter-Turm nie ohne Kondom zu betreten.

### Uwe
Uwe (Bully) ist ein seit der zweiten Staffel regelmäßig auftretender junger Mann, auf den so ziemlich alle typischen Hippie-Klischees zutreffen: lange Haare, spricht langsam und ruhig, Kiffer, politisch links etc. Zuweilen in sehr simplen Jobs zu sehen, beispielsweise als Kabelträger im Fernsehstudio, Büroangestellter, einmal behauptet er sogar, Student zu sein, bekommt er in der Folge Am Pool von Multimilliardär und Businesstycoon Günter Werner Schröder (Rick) auf Grund seiner offenbar ausgezeichneten Qualifikationen eine sehr gut bezahlte Stelle als Vorstandsvorsitzender in dessen Firma. Dies stellt ein hervorragendes Beispiel für einen für das Comedygenre typischen Charakterbruch dar, wenn eben eine generell eher stereotypische Figur etwas nicht zu ihrem Verhalten oder Auftreten Passendes oder sonst wie Unerwartetes tut bzw. von sich gibt.
Uwes Nachname lautet der Episode Elternsprechstunde zufolge Körner. Er ist gut befreundet mit Hanslang (Rick) und daher auch oft in dessen Esoterikladen zu sehen, wo die beiden anspruchsvolle und oft auch gereimte Diskussionen führen.

### Wayne McCormick
Wayne McCormick (Bully) ist ein älterer Multimilliardär. Obwohl er dem Namen nach zu urteilen Amerikaner ist und auch stets als „Mr.“ angesprochen wird, spricht er mit leichtem Ruhrpottdialekt. Sein Auftreten ist immer sehr extravagant, exzentrisch und selbstverliebt, aber er ist dennoch äußerst spendabel. Beispielsweise schenkt er Frau Weber (Rick), die mit ihrem Einkaufswagen versehentlich gegen seinen Cadillac gefahren ist und somit einen zwar nicht sichtbaren, aber von McCormick als solchen bezeichneten Totalschaden verursacht hat, ein Flugticket erster Klasse nach Acapulco, damit sie sich von ihrem Schock erholen könne. Sein Vermögen trägt er stets in schwarzen Koffern, auf denen gut sichtbar „1 Million“, „1,5 Millionen“ etc. gedruckt steht, bei sich und scheint generell mehr Geld auszugeben als zu verdienen. Er hat einen erwachsenen Sohn, Sven McCormick (Rick), der fast täglich als Geisel genommen wird. Zusammen mit einem Polizeisergeant (Rick) verhandelt McCormick aber immer auf überraschend friedliche Weise mit dem jeweiligen Geiselnehmer und scheint weder ein Problem mit seinem finanziellen Verlust noch Antipathien gegenüber den Verbrechern zu haben.
Sven spielt eine der beiden Hauptrollen in der Episode Doppelbruch (Staffel 1), in der er sich als Einbrecher versucht, da er, obwohl er dank seines Vaters keinerlei finanzielle Nöte hat, auf eigenen Füßen stehen will und auf Grund seiner frequenten Entführungen einen Job braucht, bei dem er nachts arbeiten kann. Am Ende der Episode klingeln jedoch sein Vater und der Sergeant an der Haustür des Ausgeraubten Mitch Müller (Bully) und verlangen Svens sofortige Freilassung, da sie Mitch für einen Geiselnehmer halten, weil sie Svens Fahrrad vor dem Haus entdeckt haben.

### Parodien
Wie bereits in der Bullyparade wurden auch in Bully & Rick gelegentlich real existierende Prominente, historische Persönlichkeiten und fiktive Charaktere aus Filmen, Serien oder Literatur parodiert.
Michael Bully Herbig stellte unter anderem Franz Beckenbauer, Bob Ross, Don Johnson als Miami-Vice-Cop James Crockett, den Pumuckl, Harry Potter, Elvis Presley, Adolf Hitler, Karl Lagerfeld, Bill Kaulitz von Tokio Hotel, Michel Friedman, Steve Martin, Paris Hilton, Michael Jackson, Lothar Matthäus, Cyrano de Bergerac, Dornröschen, Rotkäppchen und Rapunzel dar.
Rick Kavanian parodierte im Laufe der Serie beispielsweise Gerd Rubenbauer, Ozzy und Kelly Osbourne, Uli Hoeneß, Philip Michael Thomas als Miami Vice-Cop Ricardo Tubbs, Meister Eder, Ron Weasley, Käpt’n Ahab, Monica Bellucci, die Drohne Willi aus Biene Maja, Geppetto, sowie Roxane, die Cousine des oben erwähnten Cyrano.

### Figuren aus der Bullyparade
Neben den Figuren aus der Bullyparade, die fest in die Serie integriert wurden (Sigi, Julia etc.) und hier auch deutlich größere Rollen als in der Parade spielen, hatten gelegentlich sehr bekannte und beliebte Bullyparade-Figuren kurze Cameo-Auftritte, beispielsweise die Hippies Lutz (Bully; 24 Minuten und kurz in Call Center zu hören) und Löffler (Rick; Hauptrolle in Waschsalon), der Castingteilnehmer Grille (Bully; Fashion Show) oder der Grieche Dimitri Stoupakis (Rick; Hauptrolle in Am Strand und ebenfalls kurz in Call Center zu hören).

### Weitere Figuren
- Armandor (Herbig), ruppiger Krimineller, des Öfteren im Gefängnis

- Britta (Herbig), stylische Businessfrau

- Die Businesskasper (Kavanian, Herbig, Kavanian [Stimme]), Geschäftsmänner

- Charly (Herbig [Stimme]), Auftraggeber der Zwei Engel (s. o.)

- González (Kavanian), mexikanischer Gastwirt

- Guru (Kavanian), eig. Peter Draguritschenko, fränkischer Plattenverkäufer und DJ

- Hanslang (Kavanian), langhaariger Esoterikladenbesitzer und Öko-Enthusiast, Freund von Uwe

- Harry (Herbig) und Werner (Kavanian), zwei Rentner

- Juanita (Kavanian), spanische Putzfrau aus Barcelona

- Jutta (Herbig), Öko-Frau

- Katja (Herbig), Freundin von Julia (s. o.)

- Kingstonboy (Kavanian), jamaikanischer Dealer, verkauft skurrile Dinge, wie z. B. Designer-Schnitzel

- Herr Maus (Kavanian), italienischer Gangster, erklärt in einer Parodie der Sendung mit der Maus diverse Phänomene in Mafioso-Manier

- Prinz Meisenherz (Herbig), vertrottelter Adeliger

- Monika (Herbig), eine klassische dumme Blondine

- Sergeant Randolf Morris (Herbig), schlecht gelaunter Kriminalpolizist

- Dr. Max Murphy (Herbig), Arzt

- Die Minister (Kavanian, Herbig), zwei Politiker der 1950er Jahre

- Mitch Müller (Herbig), wohlhabender junger Clubgänger und Frauenschwarm

- Der Pilot (Herbig)

- Commander Richards (Herbig) aus Cincinnati und Commander Kasparov (Kavanian) aus Wladiwostok, zwei Astronauten der NASA, stets in ihrem Space Shuttle zu sehen

- Robby (Herbig), Bekannter von Hubsi (s. o.)

- Der Wiedehopf (Kavanian), ein anthropomorpher Vogel

## Reaktionen & Kritik
Beide Staffeln erzielten durchweg zufriedenstellende Quoten; die Sendung wurde von einigen Zuschauern sehr positiv bewertet, vielen alteingesessenen Fans fehlte allerdings die Nähe zur Bullyparade. Das komplett neue Format sowie das Fehlen von Christian Tramitz wurde von ihnen negativ aufgenommen.

## Sonstiges
- Laut Making-of ist Bully & Rick eine Weiterführung des Konzepts des Kurzfilms Easy Bully, welcher bereits vor der Bullyparade entstand.
- In einigen Szenen nimmt die Serie selbstironisch auf ihre Eigenarten Bezug, so sagt Burkhard Figg-Windel (Rick) über einen Bordfilm, in dem Bully Dr. Alan Grant aus dem Film Jurassic Park darstellt, zu Fred Pitt (Bully): „Der eine Wissenschaftler, der sah Ihnen unheimlich ähnlich!“, worauf Pitt erwidert: „Wieso, der hatte doch ’n Hut auf.“ Dies spielt natürlich auf die Tatsache, dass fast alle Figuren nur von zwei Darstellern gespielt werden und dadurch die Möglichkeiten, optisch zwischen den Figuren zu unterscheiden, begrenzt sind, an. Eine andere Episode nimmt auf den oftmals sehr geringen Zusammenhang zwischen Rahmenhandlung und Sketchen Bezug, indem Richter Erwin Falthauser (Bully) nach einem recht absurden Sketch sagt „Ich verstehe nicht ganz, was das jetzt mit der Verhandlung zu tun hat.“
- In der Episode Doppelbruch sind in einer Szene, in der die zwei Einbrecher durch die Kanäle eines Fernsehers zappen, kurze Ausschnitte aus der Bullyparade, dem Schuh des Manitu, (T)Raumschiff Surprise – Periode 1 und Easy Bully zu sehen. Der von Bully dargestellte Einbrecher Marco kommentiert dies mit den Worten „Kommt mal wieder nur Mist im Fernsehen.“
- In der Folge Verhandlung hat Jumbo Schreiner eine Komparsenrolle als Boxer Jumbo. Ähnliche Figuren spielte Schreiner bereits in der Bullyparade und im Film (T)Raumschiff Surprise.
- Alfons Biedermann, Co-Autor der Serie, spricht zwei Sätze als Polizeichef, der über ein Funkgerät zu hören ist, in der Episode Überfallunfall.
- Die Episode Late Night aus der zweiten Staffel ist die einzige, in der drei anstatt wie sonst üblich nur zwei Hauptcharaktere vorkommen. Zwei von ihnen werden von Bully gespielt.
- Eine Besonderheit der Rahmenhandlung der Folge Schuhgeschäft aus der zweiten Staffel ist die als Stilmittel eingesetzte Kameraperspektive, die dem Zuschauer passend zur Location nur die Beine und Füße der Charaktere offenbart. Aufgrund dessen ist nicht erkennbar, welche bzw. ob Bully und Rick überhaupt Figuren in der Rahmenhandlung verkörpert haben (abgesehen von den Stimmen der Charaktere).

## Auszeichnungen
- 2005: Deutscher Comedypreis in der Kategorie Beste Comedy-Show
- 2007: 1Live Krone in der Kategorie Beste Comedy-Show